# Közönséges jezsámen
A közönséges jezsámen vagy illatos jezsámen (Philadelphus coronarius) a somvirágúak (Cornales) rendjébe, ezen belül a hortenziafélék (Hydrangeaceae) családjába tartozó faj.
A Philadelphus növénynemzetség típusfaja.

## Előfordulása
A közönséges jezsámen eredeti előfordulási területe Dél-Európa, azaz a földközi-tengeri térség volt. Manapság világszerte termesztik kerti dísznövényként.

## Megjelenése
Lombhullató cserje, mely 3 méter magasra és 2,5 méter szélesre nő meg. A leveleinek szélei fogazottak. A tál alakú fehér virágaiból magasan kiállnak a porzótájak. A vadon termő példányok, a termesztett változatoktól eltérően, több és illatosabb virágot hoznak. Főleg kora nyáron virágzik.

## Egyebek
Ennek a növénynek számos változatát alakították ki. A P. coronarius 'Aureus' és a P. coronarius 'Variegatus' nevű termesztett változatok elnyerték a The Royal Horticultural Society a Royal Horticultural Society Award of Garden Merit, azaz nagyjából Kerti Termesztésre Érdemes Növény Díját.
A kerti jezsámen (Philadelphus x lemoneii) nevű hibridet a kislevelű jezsámennel (Philadelphus microphyllus) való keresztezése során kapták.

## Képek

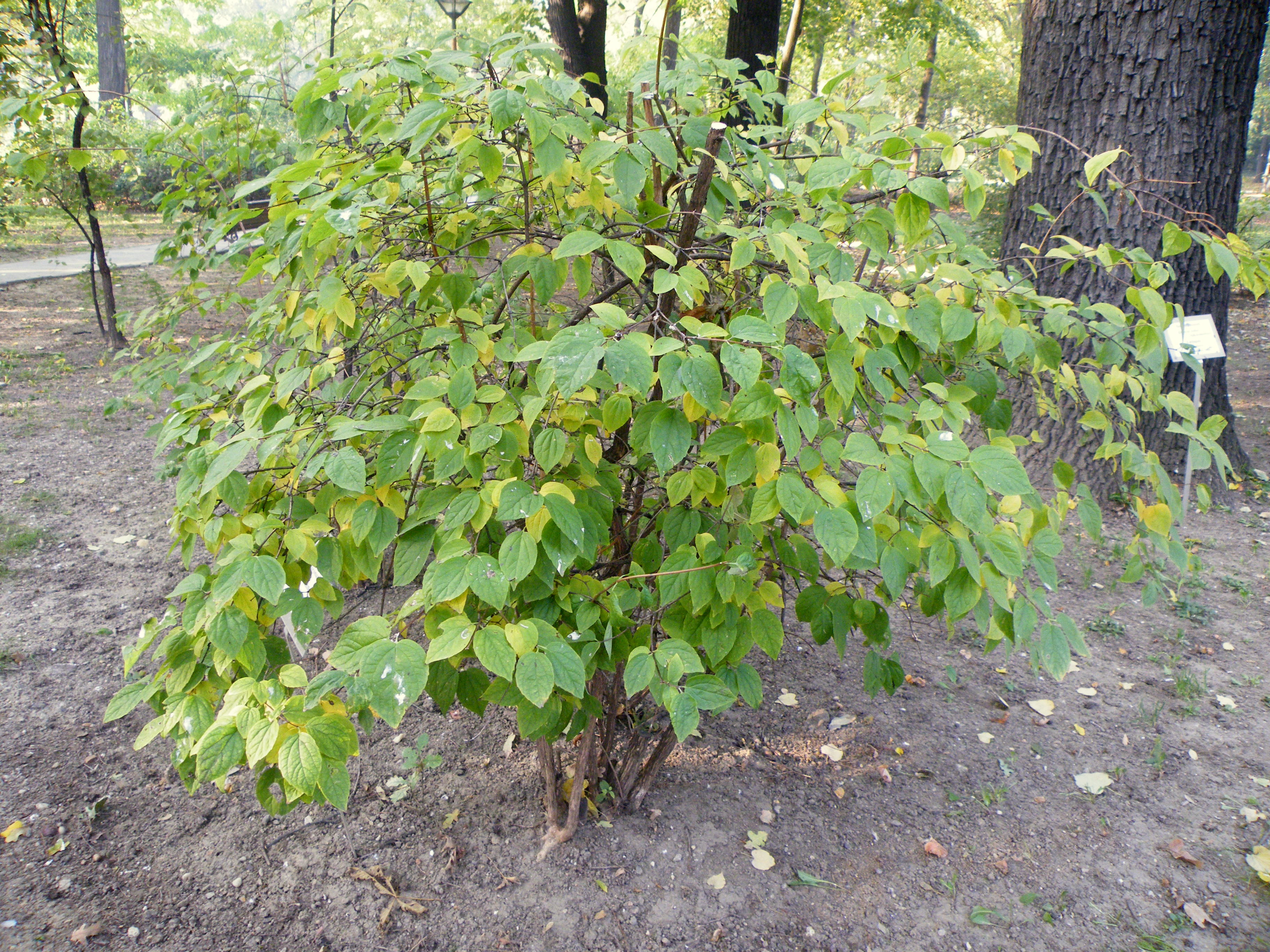
A növény
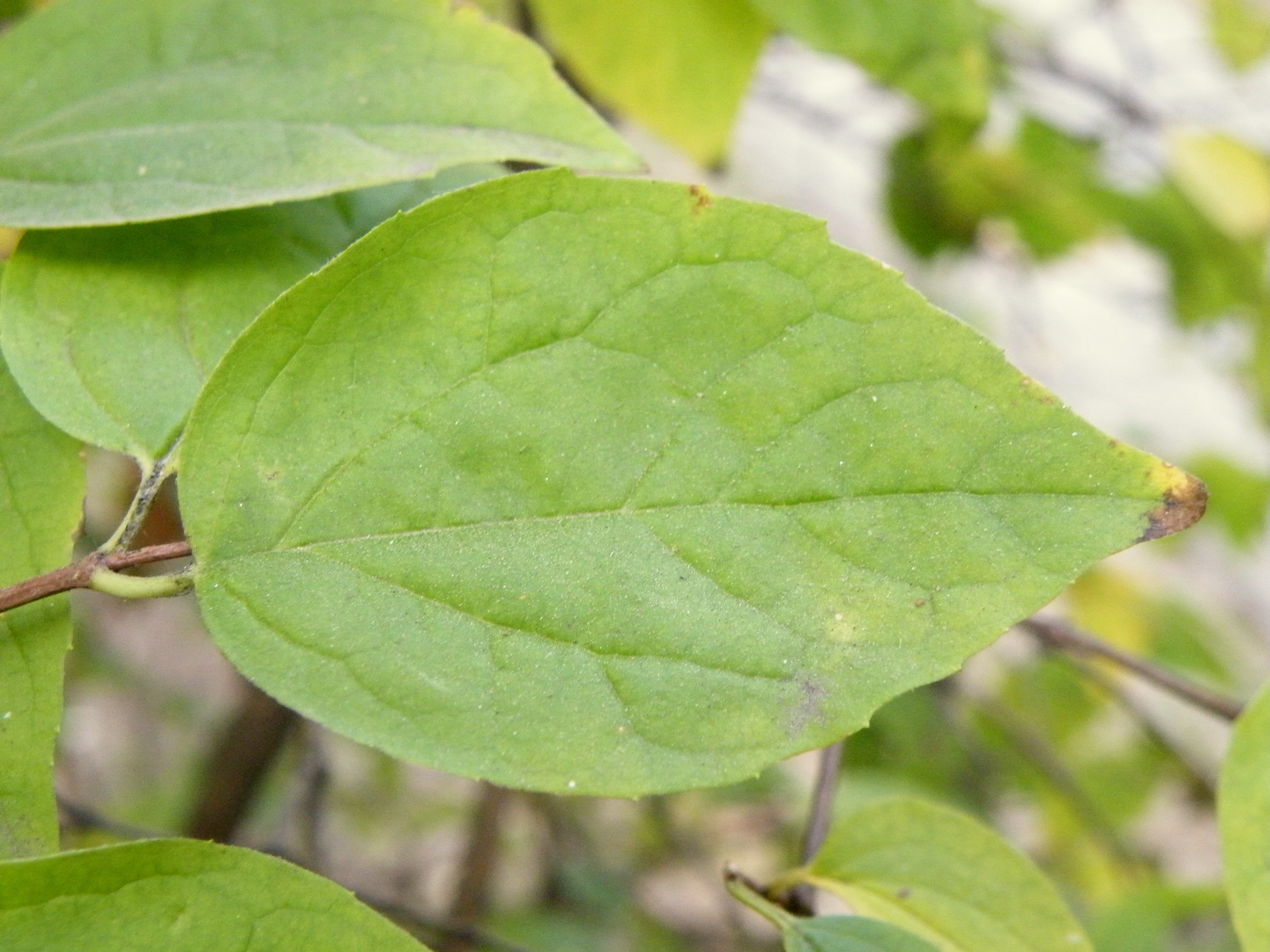
Levele
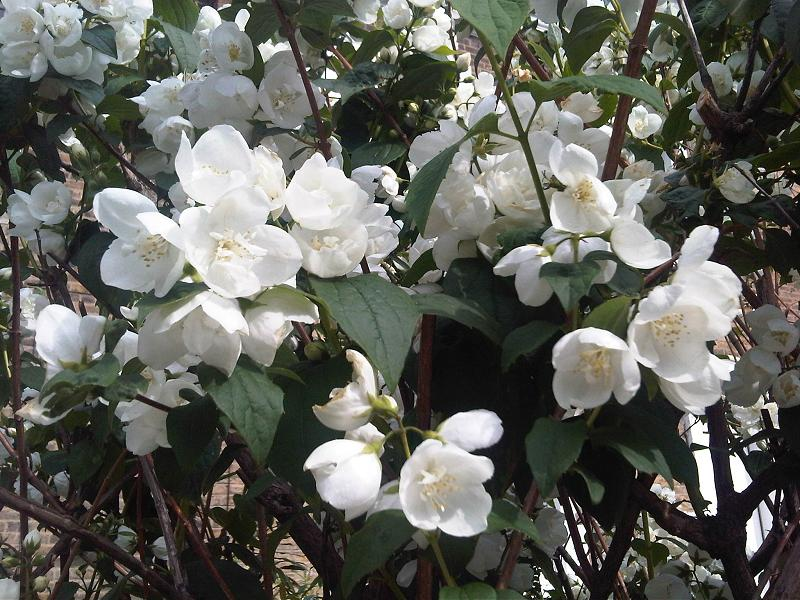
Virágai
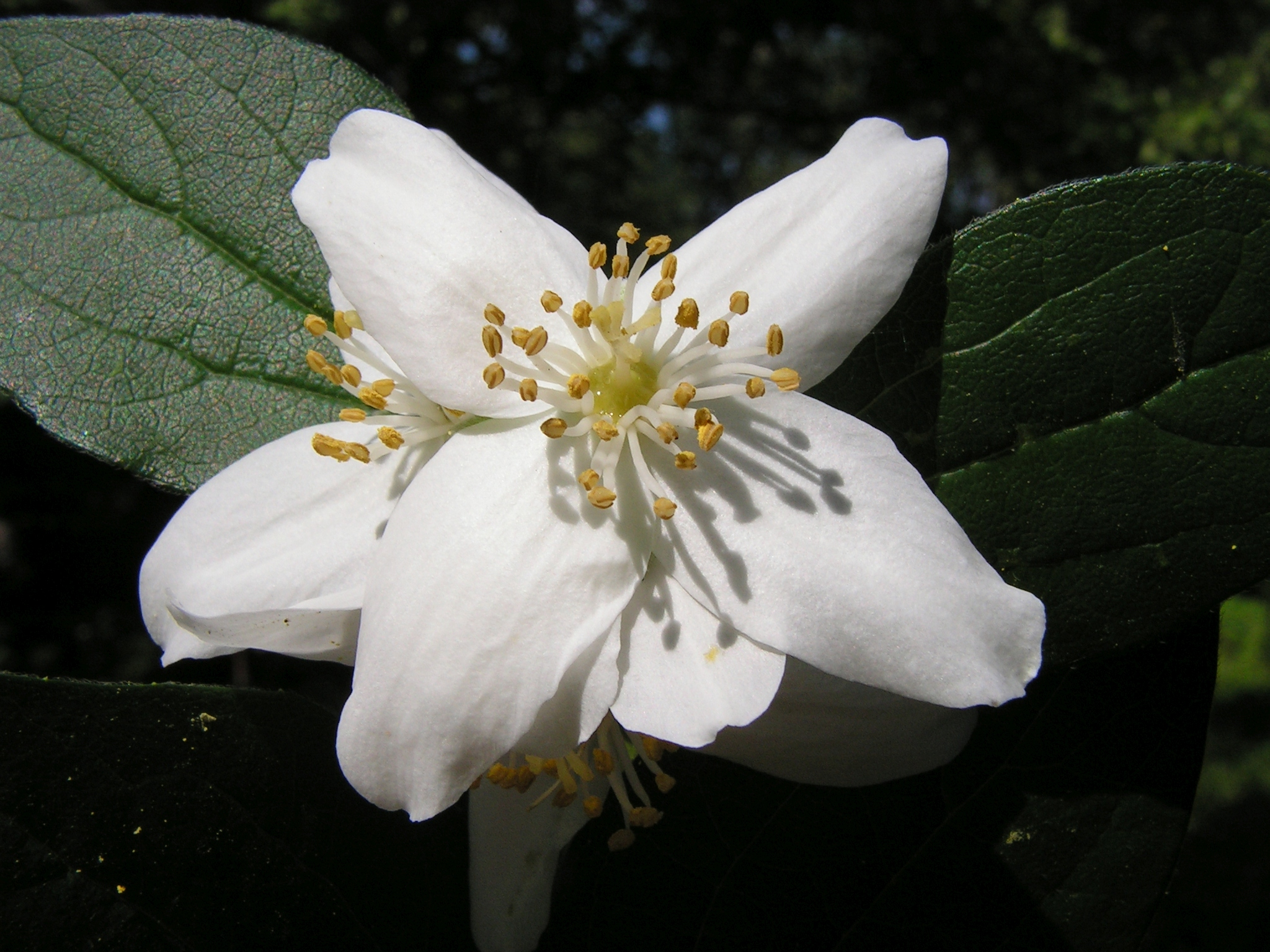

### Fordítás
- Ez a szócikk részben vagy egészben  a   Philadelphus coronarius című angol Wikipédia-szócikk ezen változatának fordításán alapul.  Az eredeti cikk szerkesztőit annak laptörténete sorolja fel. Ez a jelzés csupán a megfogalmazás eredetét és a szerzői jogokat jelzi, nem szolgál a cikkben szereplő információk forrásmegjelöléseként.